# .io
.io er et nationalt topdomæne der er reserveret til Britiske Territorium i Indiske Ocean.
Storbritannien lader til at ville overdrage Chagosøerne til Mauritius i 2024, hvilket kan give kaos for .io-domænet.